# Торендзі-хан

Мон роду Курода

Торендзі-хан (яп. 東蓮寺藩, とうれんじはん) — хан в Японії, у провінції Тікудзен, регіоні Кюсю. Дочірній хан Фукуока-хану.

## Короткі відомості
- Адміністративний центр: місто Торендзі (сучасне місто Нооґата префектури Фукуока).
- Інші назви: Нооґата-хан (直方藩)
- Дохід: 40 000 коку.
- Управлявся родом Курода, що належав до тодзама і мав статус володаря табору (陣屋). Голови роду не мали право з'являтися перед сьоґуном.
- Тимчасово ліквідований в 1677. Відновлений в 1688 і остаточно ліквідований в 1720.

## Правителі
| № | Ім'я            | Ім'я     | Роки      | Ранг, титул     | Примітки                      |
| - | --------------- | -------- | --------- | --------------- | ----------------------------- |
| 1 | Курода Такамаса | 黒田高政 | 1623-1639 | 従五位下 東市正 | Четвертий син Куроди Наґамаси |
| 2 | Курода Юкікацу  | 黒田之勝 | 1640-1663 | 従五位下 市正   | Четвертий син Куроди Тадаюкі  |
| 3 | Курода Наґахіро | 黒田長寛 | 1663-1677 | 従五位下 市正   | Четвертий син Куроди Міцуюкі  |
| 4 | Курода Наґасада | 黒田長清 | 1688—1720 | 従五位下 市正   | П'ятий син Куроди Міцуюкі     |